# Lucio Maurino
Lucio Maurino (Santa Maria Capua Vetere, 7 marzo 1974) è un karateka e militare italiano.

## Biografia
Proveniente da una famiglia di sportivi, Lucio Maurino, classe 1974, comincia ad apprendere il Karate nel 1979 sotto la guida del papà e maestro Domenico. Dopo aver vinto alcuni titoli italiani nelle specialità del Kata (forme) e Kumite (combattimento), nelle classi giovanili conquista il suo primo titolo europeo a Glasgow (Scozia) nel 1991 e il secondo titolo nel 1992 a Cascais (Portogallo) per la Federazione Europea di Karate EKF.
Nel 1993 entra a pieno titolo nelle Fiamme Gialle, il Gruppo Sportivo della Guardia di Finanza che permette al giovane sammaritano di cominciare una carriera da atleta professionista e conquistare sino ad oggi oltre 100 medaglie nelle più importanti competizioni nazionali ed internazionali della federazione mondiale di Karate WKF.
Oggi Lucio Maurino è cintura nera 5º dan di Karate FIJLKAM con qualifica di Maestro, specialista negli stili Shotokan e Shitō-ryū, 3 volte Campione del Mondo, 2 volte Campione del Mondo Universitario, e 9 volte Campione d'Europa nella specialità del Kata a squadre, ultimo dei quali conquistato a maggio 2012. Per questa ragione è stato insignito di 4 Medaglie di Bronzo al Valore Atletico dal Comitato Nazionale Italiano Olimpico e premiato come Personalità Sportiva Europea nel 2006 al Campidoglio di Roma.
Più volte medaglia d'argento e di bronzo ai Campionati del Mondo e d'Europa nella specialità del Kata individuale per la Federazione Mondiale di Karate WKF, ha conquistato oltre 25 titoli italiani nelle specialità del Kata e del Kumite per la FIJLKAM. Per questa ragione Lucio è richiesto in tutto il mondo per seminari ed esibizioni nei grandi eventi relativi alle Arti Marziali. La sua carriera è stata inoltre caratterizzata anche da numerose apparizioni in Tv su reti Rai e Mediaset, e produzioni cinematografiche.
Laurea Specialistica di II livello in Scienze Motorie Preventive e Adattative all'Università di Napoli Parthenope, Allenatore di IV Livello Europeo CONI per le Federazioni Sportive Nazionali e Discipline Associate, docente esperto per la Scuola dello Sport CONi Campania, abilitato al 3º Livello di insegnamento del Metodo Globale Autodifesa (MGA) per la FIJLKAM (Federazione Italiana Judo Lotta Karate Arti Marziali), Lucio ha ricevuto, inoltre, nel febbraio 2010, un importante riconoscimento internazionale dall'Università Wiener di Lima (Perù) per il suo contributo nello sviluppo scientifico delle Arti Marziali nel mondo.
È stato promotore del Sound Karate, il Karate con la musica, un metodo innovativo e produttivo per promuovere e migliorare le forme di Karate, ed è direttore tecnico-didattico della SPORTIVART, associazione che organizza e promuove eventi e manifestazioni sportive di carattere nazionale ed internazionale, convegni scientifici, stage, seminari e camp estivi formativi per tutte le età.
Nel 2010 Lucio Maurino conosce il Mº Danilo Manodoro, 4º dan di Aikido per l'Aikikai d'Italia e di Tokyo, dal quale comincia ad apprendere i primi insegnamenti della meravigliosa arte tradizionale giapponese fondata dal Mº Ueshiba. È grazie al reciproco rapporto di stima ed amicizia che i due fondano nel 2011, nella città di Caserta, l'Associazione ARMONIA, operante in ambito culturale, sociale e psicoeducativo con lo scopo di preservare e diffondere il patrimonio spirituale, filosofico e ontologico della cultura giapponese attraverso la realizzazione di un percorso formativo diretto alla valorizzazione e alla divulgazione delle discipline meditative e marziali e di tutte quelle arti tipiche della tradizione culturale giapponese.
Nel 2013 Lucio Maurino, a conclusione della sua carriera agonistica dopo la medaglia d'argento nella specialità del kata a squadre al Campionato Mondiale di Parigi 2012,  viene nominato componente della Commissione Nazionale Attività Giovanile (CNAG) FIJLKAM con la quale, fino ad oggi, miete importantissimi successi anche come tecnico, tra cui l'Oro Europeo WKF nella specialità del kata a squadre juniores nel 2014 a Lisbona (Portogallo).
Nel 2015, dopo alcuni anni di preparazione, consegue il 2º dan nello stile di Karate Uechi Ryu per la Kenyukai Okinawa Association diretta dal Mº Shinjo Kiyohide, 9º dan, avente come esaminatore il Mº Shai Hai, 5º dan Kenyukai Israele e caposcuola in Medio Oriente. L'ottimo esito dell'esame gli conferisce anche il riconoscimento di Rappresentante in Italia della Kenyukai Okinawa Association.
Nel 2016 consegue il 2º dan di Jujitsu per FIJLKAM, con esaminatori il Mº Mario Dell'Aquila, 6º dan e componente Commissione Nazionale Jujitsu FIJLKAM, il Mº Pasquale Stazione, 5º dan e allenatore Nazionale e il Mº Raffaele Funaro, 5º dan.
Ancora nel 2016, dopo tre anni di collaborazione, il Mº Lucio Maurino, insignito del riconoscimento di “Istruttore dell’anno” per la IRKRS (International Ryukyu Karate Research Society), riceve dal Mº Marco Forti, su approvazione del caposcuola Hanshi Patrick McCarthy, la possibilità di insegnare il Koryu Uchinadi nel Scuola Nazionale Karatekai Italia e nel suo Dojo di Caserta che viene successivamente riconosciuto come SHIBU DOJO (dojo ufficiale) denominato KORYUKAN Caserta Archiviato il 10 agosto 2016 in Internet Archive..

## Palmarès
- Mondiali:

3 Ori a squadre (2004, 2006 e 2010)
- Europei:

9 Ori a squadre (2002, 2003, 2004, 2007, 2008, 2009, 2010, 2011 e 2012)
Campionati Mondiali
2012 Argento sq. Parigi (FRA)
2010 Oro sq. Belgrado (SRB)
2008 Bronzo sq. Tokyo (JPN)
2006 Oro sq. Tampere (FIN)
2004 Oro sq. Monterrey (MEX)
2002 Bronzo sq. Madrid (ESP)
2000 4 sq. Monaco (GER)
1998 4 individuale Rio de Janeiro (BRA)
1996 Bronzo individuale Sun City (ZAF)
World Cup
1997 - Bronzo - Manila (PHI)
1995 - 4 - Francoforte (GER)
World Games
1997 - argento - Lahti (FIN)
Campionati Mondiali Universitari
2000 - oro squadre - Kyoto (JPN)
1998 - bronzo ind. e oro sq. - Lille (FRA)
1996 - argento ind. - Osaka (JPN)
Campionati Europei
2012 - oro sq. - Tenerife (ESP)
2011 - oro sq. - Zurigo (SUI)
2010 - oro sq. - Atene (GRE)
2009 - oro sq. e bronzo ind. - Zagabria (CRO)
2008 - oro sq. e argento ind. - Tallinn (EST)
2007 - oro sq. e bronzo ind. - Bratislava (SVK)
2006 - argento sq. e bronzo ind. - Stavanger (NOR)
2005 - argento sq. e bronzo ind. - Tenerife (ESP)
2004 - oro sq. - Mosca (RUS)
2003 - oro sq. - Brema (GER)
2002 - oro sq. e argento ind. - Tallinn (EST)
2001 - argento ind. e sq. - Sofia (BUL)
2000 - argento sq. - Istanbul (TUR)
1999 - argento ind. - Evia (GRE)
1998 - argento ind. - Belgrado (SCG)
1996 - argento ind. - Parigi (FRA)
1992 - oro ind. - CAscais (POR)
1991 - oro ind. - Glasgow (SCO)
Campionati Europei CISM
1996 - oro ind. e sq. - Ostia (RM)
Campionati del Mediterraneo
2008 Oro sq. - Istanbul TUR
1998 Argento ind. - Antalya TUR
Tornei Internazionali
2009 Oro sq e Argento ind Open Italia
2008 Oro sq e Bronzo ind Open Germania
2006 Bronzo Open USA (Las Vegas)
2005 Oro ind. e argento sq Bosphorus Cup (Istanbul)
2005 Oro sq e argento ind Open Italia - Milano
2005 Oro squadre Open Paesi Bassi (Rotterdam)
2004 Oro sq. Parigi (FRA)
2004 Bronzo Parigi (FRA)
Campionati italiani
2008 Argento Andria
2005 Argento Loano (SV)
2004 Argento Eboli (SA)
7 ori individuali e 12 ori squadra